# Caupedactylus
Caupedactylus (лат.) — род птерозавров из семейства тапеярид, известный из нижнемеловой (аптский ярус) формации Ромуальдо бассейна Арарипи (северо-восток Бразилии).
Типовой и единственный вид Caupedactylus ybaka назвал и описал в 2013 году Александр Келльнер. Голотип MN 4726-V представляет собой частичный скелет, включающий череп с нижней челюстью. Челюсти зубов не имели. Кончик клюва загнут вниз. Большое окно черепа, fenestra nasoantorbitalis, размещается высоко.
Келльнер оценил размах крыльев птерозавра в 3,3 метра, что сделало Caupedactylus крупнейшим представителем своего семейства. Длина его черепа составляет 46 сантиметров. Caupedactylus имел ряд уникальных особенностей. Его морду венчал сагиттальный гребень, тянувшийся в обе стороны — вперёд и назад. Поверхность гребня была испещрена глубокими бороздками, где когда-то проходили кровеносные сосуды. По словам Келлнера, это явно указывает на основную функцию гребня птерозавра — терморегуляцию. Восходящая ветвь скулы по направлению к слёзной кости сильно наклонена. В задней части нёба находятся щелевидные fenestra postpalatina.
Caupedactylus был причислен к подсемейству Tapejarinae семейства тапеярид.